# Liste der Flüsse in Sierra Leone

Karte der größten Flüsse in Sierra Leone

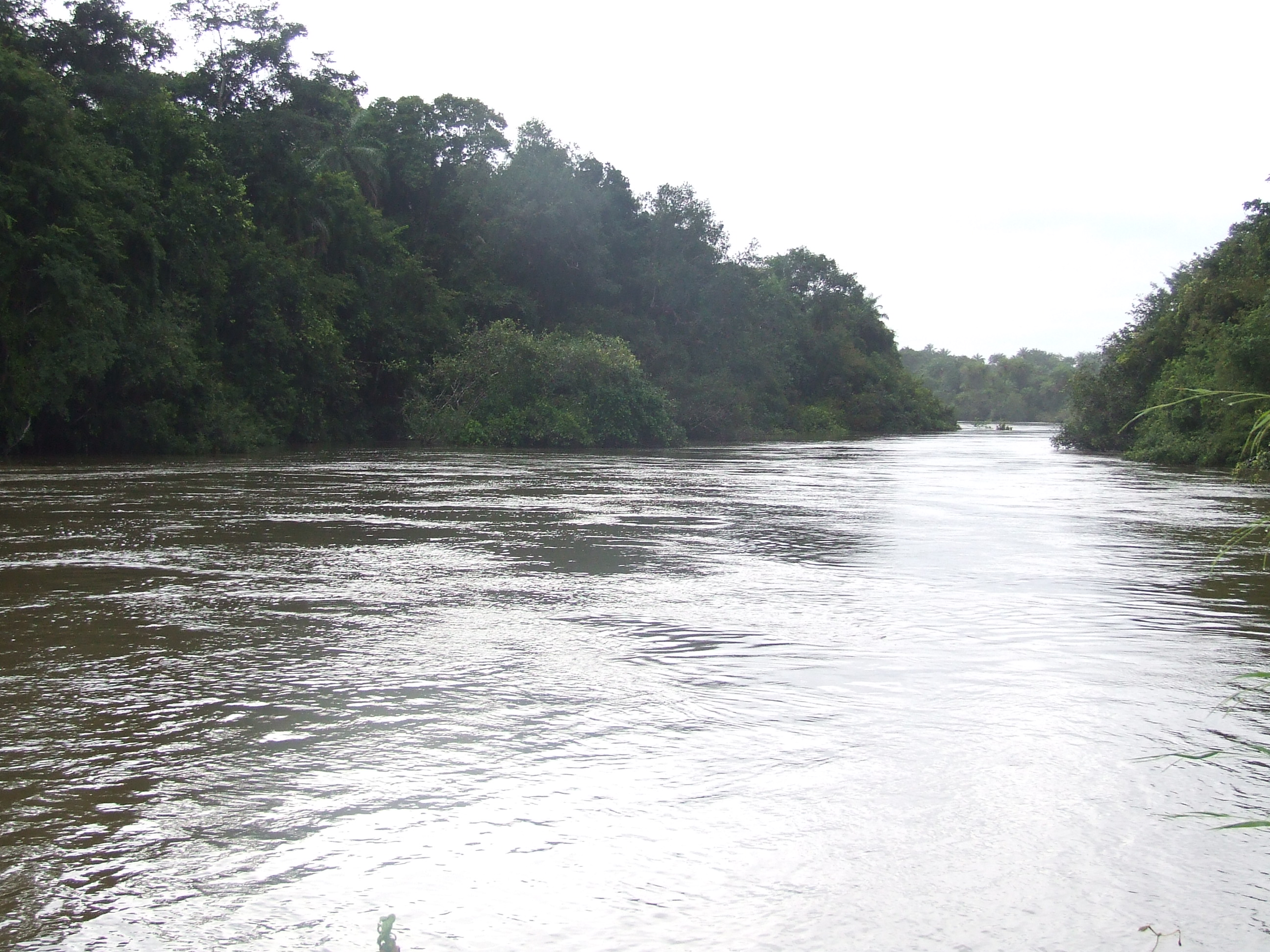
Rokel

Dies ist eine Liste der Flüsse in Sierra Leone, das heißt aller Flüsse im westafrikanischen Sierra Leone, die im Land entspringen, münden beziehungsweise dieses durchfließen. 
Das gesamte niederschlagsreiche Land entwässert überwiegend relativ geradlinig von Nordosten nach Südwesten in den Atlantik. Die meisten Flüsse in Sierra Leone sind kleinere bis mittlere Küstenflüsse oder deren Nebenflüsse. Es gibt sieben größere Flüsse, von denen sechs ihr Quellgebiet in, Beziehungsweise an der Grenze, zu Guinea haben. Der Mano und der Moa entspringen auf oder am Rand der Hochebene von Beyla, der Little Scarcies (Kava; Kaba) und der Great Scarcies (Kolenté) auf Beziehungsweise am Rande des Fouta Djallon. Dabei bilden der Great Scarcies, der Moa, der Mano und deren Nebenflüsse, Teile der südlichen und nördlichen Landesgrenze. Die nordöstliche Landesgrenze entspricht der Einzugsgebietsgrenze zum Fluss Niger, wo die beiden Flüsse Rokel (Seli) und Sewa ihre Quellgebiete haben. Ausnahme ist der Taia (Jong; Taye), der mitten im Land seine Quellen hat.
Eine Besonderheit der Region ist, wie auch in den benachbarten Ländern, dass die Flüsse häufig in Ästuare wie den Sherbro oder den Sierra Leone River münden.

## Übersicht
Längen und Flächen sind nur innerhalb Sierra Leones. Grundsortierung von Nord nach Süd; Nebenflüsse von der Quelle zur Mündung.
| Fluss                        | Länge (in km) | Einzugsgebiet (in km²) | Nebenfluss                     | Mündungsgewässer                     | Anmerkung                                           |
| ---------------------------- | ------------- | ---------------------- | ------------------------------ | ------------------------------------ | --------------------------------------------------- |
| Great Scarcies (Kolenté)     | 129           | 3115–2260              | Kolimi (Kilimi) Kuluma         | Atlantischer Ozean                   | Grenzfluss zu Guinea                                |
| Kolimi (Kilimi)              |               |                        | Kole                           | Great Scarcies                       |                                                     |
| Kole                         |               |                        |                                | Kolimi                               |                                                     |
| Kuluma                       |               |                        |                                | Great Scarcies                       |                                                     |
| Little Scarcies (Kava; Kaba) | 161           | 13.383–12.600          | Lola Mongo Mabole              | Atlantischer Ozean                   | In Guinea Kaba                                      |
| Lola                         |               |                        |                                | Little Scarcies                      |                                                     |
| Mongo                        | 105           |                        |                                | Little Scarcies                      |                                                     |
| Mabole                       | 161           |                        |                                | Little Scarcies                      |                                                     |
| Sierra Leone River           | ±40           | 10.620–10.200          | Rokel Bankasoka                | Atlantischer Ozean                   | Ramsar-Gebiet Ästuar                                |
| Rokel (Seli)                 | 290           | 8236                   | Mawotoko Tonkolili             | Sierra Leone River                   | Längster Fluss                                      |
| Mawotoko                     |               |                        |                                | Rokel                                |                                                     |
| Tonkolili                    |               |                        |                                | Rokel                                |                                                     |
| Bankasoka (Port Loko Creek)  |               | 1565                   |                                | Sierra Leone River                   |                                                     |
| Ribi (Ribbi)                 | 56            |                        |                                | Bucht von Yawri (Atlantischer Ozean) |                                                     |
| Bumpe                        |               |                        |                                | Bucht von Yawri (Atlantischer Ozean) |                                                     |
| Kagboro Creek                |               |                        |                                | Bucht von Yawri (Atlantischer Ozean) |                                                     |
| Kukuli                       | 43            |                        |                                | Bucht von Yawri (Atlantischer Ozean) |                                                     |
| Sherbro                      |               | 612                    | Bagru Taia Bendei Creek Kittam | Atlantischer Ozean                   | Ästuar                                              |
| Bagru (Gbangbaia)            | 89            | 3121–2920              |                                | Sherbro                              |                                                     |
| Taia (Jong; Taye)            |               | 9000–8288              | Pampana                        | Sherbro                              |                                                     |
| Pampana                      | 153           |                        | Mawuru                         | Taia                                 |                                                     |
| Mawuru                       |               |                        |                                | Pampana                              |                                                     |
| Bendei Creek                 | 154           |                        |                                | Sherbro                              |                                                     |
| Kittam                       |               |                        | Waanje Sewa                    | Sherbro                              | Arm des Sherbro Ästuar                              |
| Sewa                         | 209–240       | 19.022–13.600          | Bafi Bagbe Falima Tabe         | Kittam                               | Zusammenfluss mit dem Waanje und Bildung des Kittam |
| Bafin                        | 56            |                        |                                | Bagbe                                |                                                     |
| Sumunji                      |               |                        |                                | Bafi                                 |                                                     |
| Njei                         |               |                        |                                | Bafi                                 |                                                     |
| Bagbe                        | 137           |                        | Bafin                          | Sewa                                 | Zusammenfluss mit dem Bafi und Bildung des Sewa     |
| Bafi                         |               |                        | Njei Sumunji                   | Sewa                                 | Zusammenfluss mit dem Bagbe und Bildung des Sewa    |
| Falima                       |               |                        |                                | Sewa                                 |                                                     |
| Tabe                         | 80            |                        |                                | Sewa                                 |                                                     |
| Waanje (Wange)               | 177           | 4510–2900              | Malen Masau                    | Kittam                               | Zusammenfluss mit dem Sewa und Bildung des Kittam   |
| Malen                        |               |                        |                                | Waanje                               |                                                     |
| Masau                        |               |                        |                                | Waanje                               |                                                     |
| Moa (Makona)                 | 266           | 10.700–9220            | Meli Mauwa Male                | Atlantischer Ozean                   | Grenzfluss zu Guinea                                |
| Meli                         | 80            |                        |                                | Moa                                  | Grenzfluss zu Guinea                                |
| Mauwa (Magowi)               |               |                        |                                | Moa                                  | Grenzfluss zu Liberia                               |
| Male                         |               |                        | Woa                            | Moa                                  |                                                     |
| Woa                          |               |                        |                                | Male                                 |                                                     |
| Mano (Zeliba)                | 105           | 2530–1959              | Morro Mahoi                    | Atlantischer Ozean                   | Grenzfluss zu Liberia                               |
| Morro                        |               |                        |                                | Mano                                 | Grenzfluss zu Liberia                               |
| Mahoi                        | 110           | 848                    |                                | Mano                                 |                                                     |
| Yele                         |               |                        |                                |                                      |                                                     |

Quellen: